# とくしまi
『とくしまi』（とくしまアイ）は、NHK徳島放送局で放送されていた地域情報番組。徳島県内と周辺各県のイベントや催し、募集などの情報を提供していた。
当番組終了後、後番組『四国 おひるのクローバー』を放送していた。
現在の当該枠では『ひるどき四国』が放送中である。

## キャスター

### 番組終了当時の出演者
- 島紗理
- 丸山恵理

### 過去の出演者
- 中村慶子
- 萬代裕子
- 吉成静恵
- 黒杉愛
- 井上智恵

## 放送時間
- 平日 11:40 - 12:00
  - 11:54からは全国からの気象情報が流れる。
  - 毎月1日には緊急警報放送の試験放送のために1分早く終了する。